# Mereni (Covasna)
Pour les articles homonymes, voir Mereni.
Mereni (en hongrois Kézdialmás) est une commune roumaine du județ de Covasna dans le Pays sicule en Transylvanie. Elle est composée des deux villages suivants :
- Lutoasa (Csomortán)
- Mereni, siège de la commune

## Localisation
Mereni est situé au nord-est du județ de Covasna, à l'est de la Transylvanie, aux pieds des monts Nemira dans les Carpates orientales, sur les rives de la Negru, à 47 km de Sfântu Gheorghe (Sepsiszentgyörgy).

## Monuments et lieux touristiques
- Église catholique du village de Mereni (construite en 1510)
- Réserve naturelle Tinovul Apa Roșie (aire protégée avec une superficie de 65 ha)
- Monts Nemira
- Rivière Negru